# Tropidophis haetianus
Espèce
Synonymes
- Ungalia haetiana Cope, 1879
- Tropidophis conjunctus Fischer, 1888
- Ungalia conjuncta (Fischer, 1888)

Statut CITES
Tropidophis haetianus est une espèce de serpents de la famille des Tropidophiidae.

## Répartition
Cette espèce se rencontre à Cuba, à Haïti, en République dominicaine et en Jamaïque.

## Description
Tropidophis haetianus est un serpent vivipare. Dans sa description Cope indique que le spécimen en sa possession mesure 68 cm dont 8 cm pour la queue. Son dos est brun cendré et présente quatre rangées de taches rondes brun sombre alternées, les taches du centre étant plus grandes que celles des côtés. Son œil est petit, d'un diamètre inférieur au tiers de la longueur le séparant de la pointe du museau.

## Liste des sous-espèces
Selon The Reptile Database (3 décembre 2014) :
- Tropidophis haetianus haetianus (Cope, 1879)
- Tropidophis haetianus hemerus Schwartz, 1975
- Tropidophis haetianus tiburonensis Schwartz, 1975

## Étymologie
Cette espèce est nommée en référence au lieu de sa découverte, Haïti. La sous-espèce Tropidophis haetianus tiburonensis, composé de tiburon et du suffixe latin -ensis, « qui vit dans, qui habite », lui a été donné en référence au lieu de sa découverte, la péninsule de Tiburon.

## Publications originales
- Cope, 1879 : Eleventh contribution to the herpetology of tropical America. Proceedings of the American Philosophical Society, vol. 18, p. 261–277 (texte intégral).
- Schwartz, 1975 : Variation in the Antillean boid snake Tropidophis haetianus Cope. Journal of Herpetology, vol. 9, no 3, p. 303-311.